# Boat train

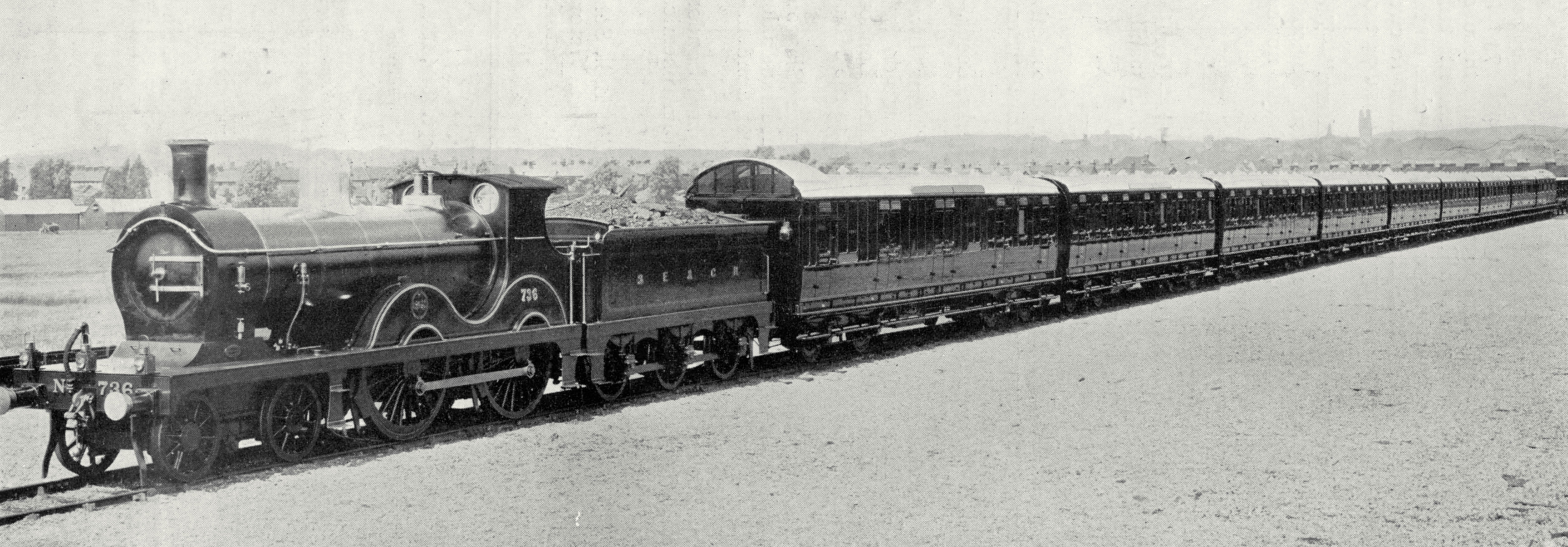
Boat train der South Eastern and Chatham Railway für den Verkehr von London nach Dover (1905)

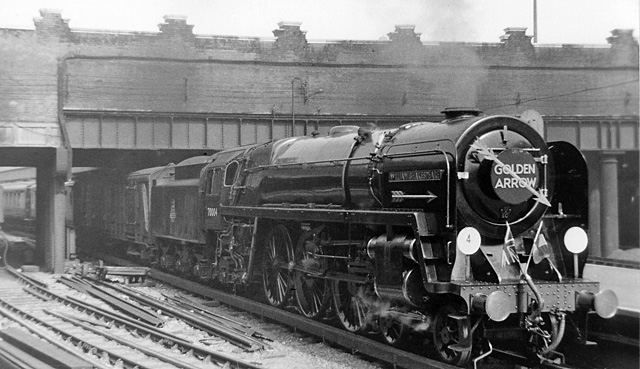
The Golden Arrow bei der Ausfahrt aus dem Bahnhof London Victoria (1953)

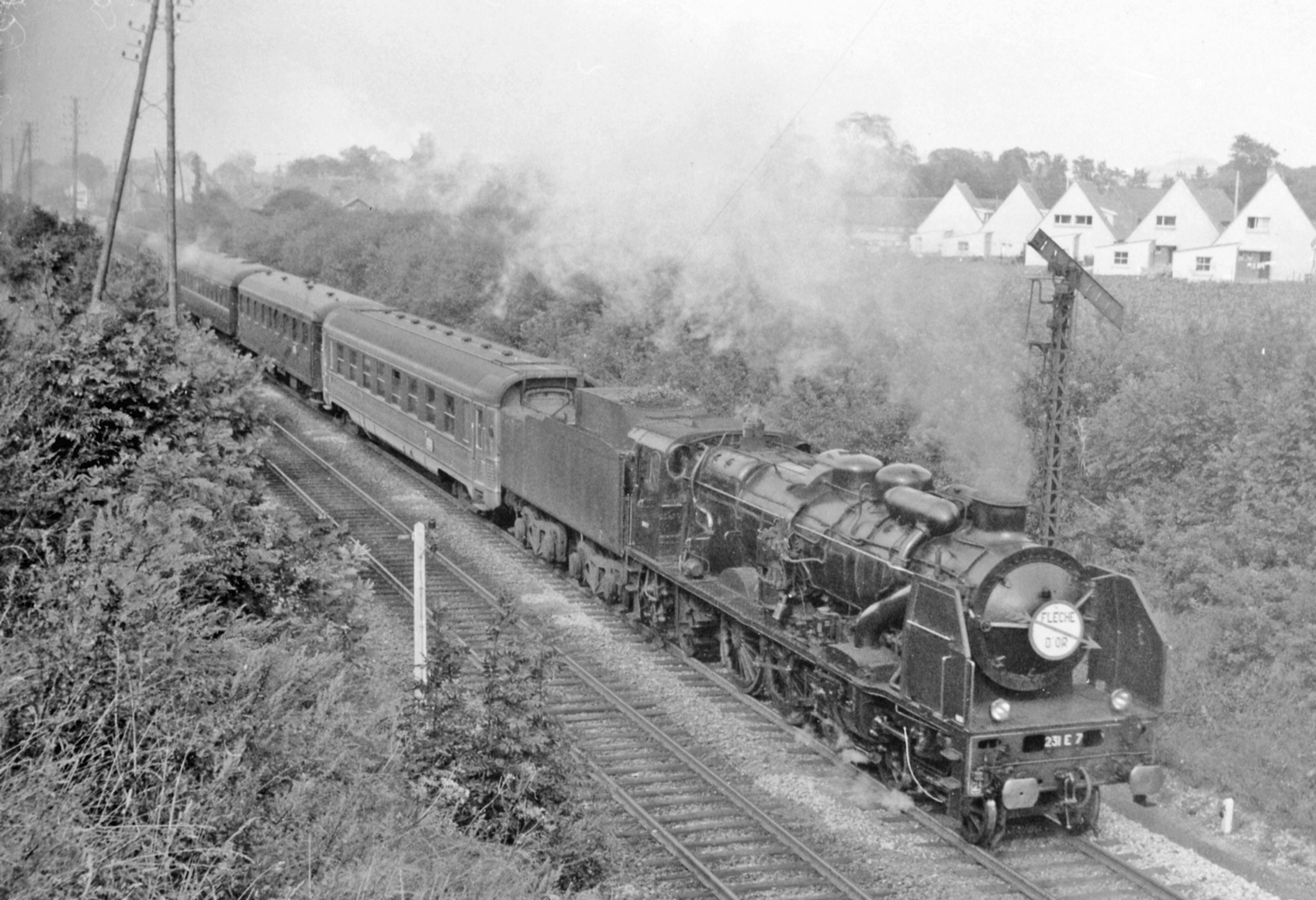
La Flèche d’Or bei Boulogne-sur-Mer (1963)

Boat train ist die englische Bezeichnung für einen Eisenbahn-Personenverkehrszug, der speziell im Anschluss von und zu Linien-Passagierschiffen oder Fähren verkehrt. Ein entsprechendes deutsches Wort existiert nicht. Der Begriff „Fährzug“ greift zu kurz, da Boat trains auch als Zubringer zum Hochseeverkehr, z. B. mit den USA oder Griechenland, eingesetzt wurden.
Boat trains existierten vor allem für den Fährverkehr über den Ärmelkanal und die Irische See sowie die Schiffsverbindungen mit Transatlantiklinern über den Atlantischen Ozean. Manche dieser Züge waren ganz oder teilweise aus luxuriösen Pullmanwagen gebildet, zahlreiche hatten eigene Namen wie South American oder Union Castle Express. Im Verkehr über den Ärmelkanal trugen sie zum Teil auf beiden Seiten die gleichen Namen, so korrespondierte im Zuge der Fährverbindung Dover–Calais der englische Golden Arrow auf französischer Seite mit dem Flèche d’Or. Der Night Ferry führte auch in Frankreich seinen englischen Namen. Während die Zubringerzüge zum Fährverkehr über den Ärmelkanal und die Irische See in der Regel im öffentlichen Fahrplan aufgeführt wurden und meist täglich verkehrten, wurden die für die großen Reedereien der Transatlantikliner eingesetzten Züge nach Southampton und Liverpool nur an einzelnen Tagen gefahren. Sie standen meist nicht in den veröffentlichten Streckenfahrplänen und wurden exklusiv für die Kunden der Reedereien angeboten.
Bekannte Züge waren:
- im Fährverkehr über den Ärmelkanal und die Irische See:
  - Golden Arrow / Flèche d’Or: London Victoria Station–Dover und Calais–Paris Gare du Nord (1929–1972)
  - Night Ferry: London Victoria Station–Dover und Dunkerque–Paris Gare du Nord, mit Trajekt von Schlafwagen und zeitweise Kurswagen nach Brüssel (1936–1939 und 1947–1980)
  - Benjamin Britten / Admiraal de Ruijter: London Liverpool Street–Harwich und Hoek van Holland–Amsterdam Centraal station (1987–2006)
  - The Irish Mail: London Euston–Holyhead, Zubringer zu den Fährverbindungen nach bzw. von Dublin (1848–2002)
- im Transatlantikverkehr („Ocean Liner Specials“):
  - The Statesman: London Waterloo Station–Southampton, speziell im Anschluss an den Transatlantikliner United States (1952–1969)[3]
  - The Cunarder: London Waterloo Station–Southampton (1952–1964)[2]
  - New-York-Express: Paris-Saint-Lazare–Cherbourg, Luxuszug der CIWL (1900–1914)[6]
  - Transatlantique-Express: Paris-Saint-Lazare–Le Havre, Luxuszug der CIWL (1900–1974)[7]
  - The Steam Boat: Toronto–Port McNicoll (Kanada)
- Sonstige
  - Peninsular-Express: Calais–Brindisi (1890–1914), Zubringer zur Schiffsverbindung der Peninsular and Oriental Steam Navigation Company (P&O) nach Indien
  - Bombay-Express: Calais–Marseille (1897–1939), Zubringer zur Schiffsverbindung der P&O nach Indien
  - The Boat Train: Verbindung Melbournes (Australien) an den Hafen mit elektrischen Vororttriebwagen der Victorian Railways (1936–1939)

Das Aufkommen des kommerziellen Flugverkehrs und die Eröffnung des Eurotunnels zwischen dem europäischen Festland und Großbritannien brachten das allmähliche Ende dieser auf den Schiffsverkehr ausgerichteten Züge.